# Jissō-in
Koordinaten: 35° 4′ 44″ N, 135° 46′ 53″ O

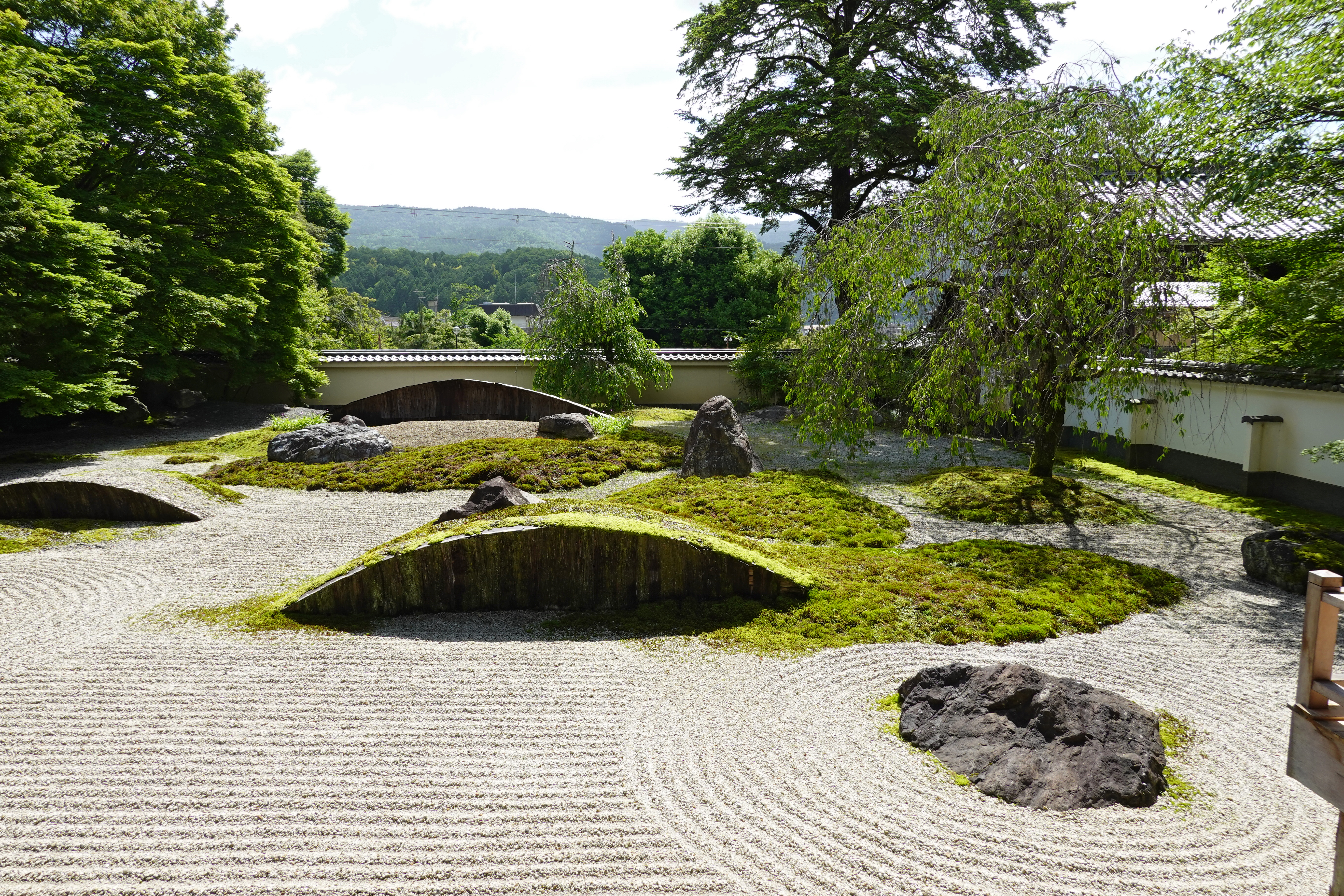
Steingarten im Jissō-in

Der Jissō-in (jap. 実相院) ist ein buddhistischer Tempel in Iwakura, Stadtbezirk Sakyō-ku der Stadt Kyōto, Japan.
Der heute keiner buddhistischen Schule zugehörige Tempel wurde 1229 durch den Mönch Jōki (静基), Sohn des Hofadeligen Takatsukasa Kanemoto, gegründet. Ursprünglich gehörte er zur Tendai-Schule (Tendai-shū), weshalb hier noch heute der „Unbewegliche Licht-König“ Acala (jap. Fudōmyōō, 不動明王) im Zentrum der Verehrung steht. Als ein den Angehörigen des Hofadels vorbehaltener Tempel (門跡寺院, monzeki jiin) trägt der Tempel auch den Namen Iwakura Jissō-in monzeki (岩倉実相院門跡) oder kürzer Jissō-in monzeki bzw. Iwakura monzeki. Er befand sich zunächst in Murasakino (heute Norddistrikt der Stadt Kyōto). Während des Ōnin-Krieges (1476/77) verlegte man ihn an die heutige Stelle. Bis zum Ende der Kamakura-Zeit wurden große Teile der Anlage zerstört. 
Zu Beginn der Edo-Zeit übernahm Ashikaga Gijin (足利義尋; 1572–1605), ein Sohn des letzten Shōgun der Muromachi-Zeit, die Leitung des Tempels. Dessen  Mutter war nach dem Tode des Vaters zur Gesellschafterin des Tennō Go-Yōzei ernannt worden. Dank dieser Beziehungen gelang es, die Anlage sowohl mit Unterstützung des kaiserlichen Hofes wie auch des Shōgun Tokugawa Ieyasu wieder aufzubauen. Hierbei verwendete man zahlreiche Bauteile anderer, nicht mehr benötigter Gebäude des Hofes in Kyōto. Alle Vorsteher des Tempels stammten aus der Familie des Tennō-Geschlechts.
Die Anlage umfasst einen Teichgarten mit Steinlampen des Malers Ganku (1756–1839) sowie einen Steingarten (Kare-san-sui). In der Haupthalle steht eine Statue des Acala aus der Kamakura-Zeit. In der Sammlung des Tempels gelten einige Objekte als besonders wertvoll: eine Handschrift des Tennō Go-Yōzei (Wichtiges Kulturgut), des Weiteren Wandschirm-Bilder von Kanō Eikei (狩野永敬; 1662–1702), dem 4. Vertreter der Kyōtoer Kanō-Schule, sowie das über 260 Jahre geführte Tagebuch der Tempelvorsteher (Jissō-in nikki).
Gegen Ende der Edo-Zeit lebte hier vorübergehend der Höfling und Politiker der späten Edo- und frühen Meiji-Zeit Iwakura Tomomi.